# Niedarczów Górny-Wieś
Niedarczów Górny-Wieś dawniej też Niedarczów Górny – wieś w Polsce położona w województwie mazowieckim, w powiecie zwoleńskim, w gminie Kazanów. Ma status sołectwa.
W latach 1975–1998 miejscowość administracyjnie należała do województwa radomskiego.
Miejscowość leży u zbiegu dwóch niewielkich rzek: Modrzewianki i Kobylanki.
Wierni Kościoła rzymskokatolickiego należą do parafii Zwiastowania Najświętszej Maryi Panny w Odechowie.